# Cneo Cornelio Léntulo Augur
Cneo o Gneo Cornelio Léntulo Augur (en latín, Gnaeus Cornelius Cn. f. Cn. n. Lentulus Augur; m. 25) fue un político y militar romano que desarrolló su carrera durante los reinados de Augusto y Tiberio. 

## Carrera
En el año 14 a. C. fue elegido cónsul ordinario. En 6 a. C., partió como legado de Augusto al Danubio. Por esta campaña se le concedió el triunfo romano. Entre los años 2 y 1 a. C. fue procónsul en la provincia de Asia. Fue miembro de los arvales y augur.